# Mont Tà Cú
 (mai 2022).
Si vous disposez d'ouvrages ou d'articles de référence ou si vous connaissez des sites web de qualité traitant du thème abordé ici, merci de compléter l'article en donnant les références utiles à sa vérifiabilité et en les liant à la section « Notes et références ».
Le mont Ta Cu (vietnamien : Núi Tà Cú) est une montagne située près de la route nationale 1A dans la ville de Thuận Nam, district de Hàm Thuận Nam. Il est situé à 28 km à l'ouest de la ville de Phan Thiết, dans la province de Bình Thuận, dans la  région de la Côte centrale du Sud, au Viêt Nam. La température moyenne au sommet varie de 18 à 22 °C. Un chemin, long de 2 290 mètres, mène du pied de la montagne au sommet. Un autre itinéraire est un tramway aérien autrichien de 1 600 mètres de long à flanc de montagne. À 563 mètres d'altitude, on trouve deux pagodes : la pagode supérieure (Linh Sơn Trường Thọ) et la pagode inférieure (Long Đoàn). Cependant, la montagne est surtout connue comme le site d'une statue du bouddha couché, qui, avec une longueur de 49 mètres et une hauteur de 7 mètres, est le plus grand bouddha couché d'Asie du Sud-Est. Elle se trouve à 300 marches du sommet du tramway.
Du haut de la montagne, la vue porte sur les fermes de fruits du dragon et les rizières en contrebas.
Dans les années 1870 et 1880, un moine bouddhiste nommé Tran Huu Duc a dirigé un groupe de fidèles bouddhistes pour construire la pagode Linh Son Truong Tho. Après sa mort en 1887, un groupe de ses partisans a construit la pagode inférieure de Long Doan. Puis en 1958, un homme du nom de Truong Dinh Tri a commencé la construction du bouddha couché ainsi que de trois autres statues de bouddha plus petites.
Une grotte près des statues est nommée la grotte des ancêtres. Au fond se trouve un petit ruisseau qui disparaît dans le sol de la grotte. C'est à l'intérieur de cette grotte que Tran Huu Duc a passé une grande partie de son temps en méditation.